# 叙尔维尔 (芒什省)
叙尔维尔（法語：Surville，法語發音：[syʁvil]）是法国芒什省的一个旧市镇，属于库唐斯区。2016年，叙尔维尔与市镇临近的8个市镇合并为新市镇拉艾。

## 地理
叙尔维尔（49°16'57"N, 1°38'57"W）面积7.4 平方千米，位于法国诺曼底大区芒什省，该省份为法国西北部沿海省份，西、北、东北三面环大西洋，东起顺时针与卡爾瓦多斯省、奧恩省、马耶讷省和伊勒-维莱讷省接壤。
与叙尔维尔接壤的市镇（或旧市镇、城区）包括：博德勒维尔、博勒维尔、格拉蒂尼、蒙加尔东、圣雷米德朗德、圣桑福里安-勒瓦卢瓦。

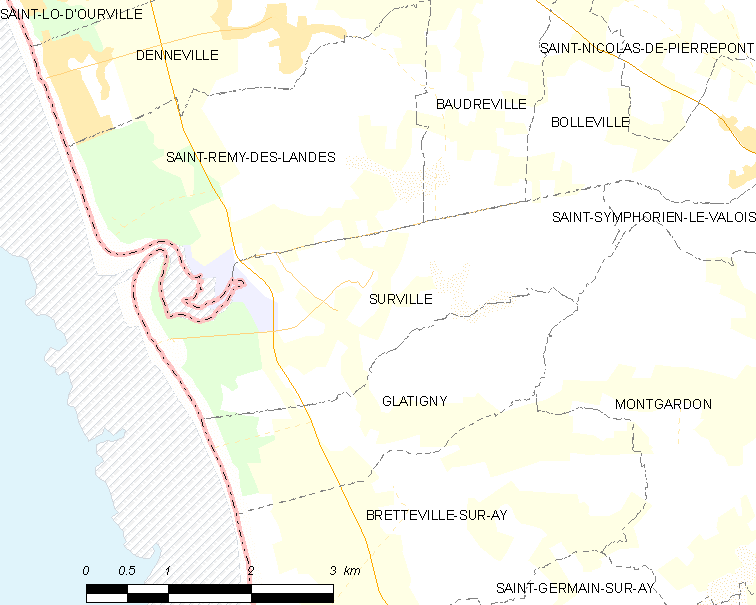
的OSM定位图

叙尔维尔的时区为UTC+01:00、UTC+02:00（夏令时）。

## 行政
叙尔维尔的邮政编码为50250，INSEE市镇编码为50586。

## 政治
叙尔维尔所属的省级选区为克雷昂斯县。

## 人口

1962-2008年间人口变化图示

叙尔维尔于2018年1月1日时的人口数量为198人。